# Joseph Duval
Joseph Marie Louis Duval (ur. 11 października 1928 w Chênex, zm. 23 maja 2009) – francuski duchowny katolicki, biskup. Święcenia kapłańskie przyjął w 1952 roku, zaś w 1974 został mianowany przez papieża Pawła VI biskupem pomocniczym archidiecezji Rennes ze stolicą tytularną Cannae. W 1978 mianowany koadiutorem z prawem następstwa archidiecezji Rouen. Objął diecezję w 1981 roku. W 2003 złożył rezygnację w związku z ukończeniem 75 roku życia. Zmarł w 2009 roku w wieku 80 lat.